# Juncus rhotangensis
Juncus rhotangensis là một loài thực vật có hoa trong họ Juncaceae. Loài này được Goel & Aswal mô tả khoa học đầu tiên năm 1987.